# Талвир, Алексей Филиппович
Алексе́й Фили́ппович Талвир (настоящая фамилия — Башкиров; 8 (21) марта 1909 — 9 сентября 1979) — чувашский писатель, драматург и прозаик, журналист, корреспондент. Член ВКП(б) с 1941 года.

## Биография
Родился 8 марта 1909 года в селе Большое Батырево Буинского уезда Симбирской губернии. Окончил Первомайскую школу второй ступени. В 1928—1929 годах работал в чувашской секции Центрального издательства народов СССР. В 1933 году окончил 3 курса литературного факультета МГУ, работал заведующим литературным отделом редакции чувашской газеты «Коммунар», издававшейся в Москве. В 1933—1935 годах служил в Красной армии. В 1937—1939 годах корреспондент газеты «Гудок». В 1939 году был секретарём комсомольской организации Союза писателей СССР. В 1940—1941 годах инструктор отдела пропаганды и агитации ЦК ВЛКСМ. Член ВКП(б) с 1941 года.
В годы Великой Отечественной войны был командиром взвода, политруком роты. Участвовал в боях на Западном, Брянском, Сталинградском и 2-м Прибалтийском фронтах. Был военным корреспондентом газеты «Комсомольская правда».
В 1944 году по заданию редакции газеты разыскал в Полтавской области могилу погибшего в 1941 году корреспондента «Комсомольской правды» А. П. Гайдара, внеся тем самым существенный вклад в дело реабилитации имени писателя. Сообщение капитана Башкирова явилось результатом тщательного расследования обстоятельств гибели Гайдара и было особенно ценно тем, что проводилось по свежим следам боёв:80—81. По возвращении в Москву он представил официальный отчёт с приложением фотоснимков и подготовил для газеты большую статью о Гайдаре, о его подвиге в бою у лесопильного завода. Статья была поставлена в номер, но по указанию надзорных органов была снята (существовала секретная версия, что Гайдар остался в окружении, чтобы перебежать к немцам), а Башкиров тут же отправлен обратно в действующую армию.
Часто оказываясь на передовой, вместе с бойцами ходил в атаку. Во время боёв был тяжело ранен, долго лечился (1945—1948). После выздоровления друзья предлагали ему переехать в Москву, но он остался на родине.
В течение нескольких лет работал собственным корреспондентом газеты «Коммунизм ялавӗ». В 1954—1958 годах возглавлял Союз писателей Чувашской АССР. Делал всё возможное, чтобы чувашские писатели, обвиненные в национализме, вернулись в Чебоксары. От имени Союза писателей обращался в разные инстанции, чтобы спасти В. Краснова-Асли, В. Митту, И. Д. Кузнецова и других, добился их трудоустройства и решения проблем с жильём.
Вступил в конфликт с партийным руководством республики — вместе с чувашским писателем С. В. Эльгером был против опыта «перехода по просьбе родителей на обучение на русском языке с начальных классов». После начавшихся давлений на писателей, запретов на публикации Талвир вынужден был уехать в Казань.
В 1960—1968 годах в Казани руководил созданной им чувашской секцией Союза писателей Татарской АССР, стал издавать и редактировал альманах «Хусан» («Казань»). В этот период наибольшую славу писателю принёс роман «Фундамент».
После возвращения в Чувашскую АССР писал пьесы, воспоминания, задумал большой исторический роман на тему Отечественной войны 1812 года.
Умер 9 сентября 1979 года. 

## Награды
Был награждён орденами Дружбы народов, Красной Звезды (20.04.1944), медалями.

## Память
Похоронен в Чебоксарах.
Именем Алексея Талвира названа улица в Чебоксарах, на доме, где он жил в 1954—1960 годах (ул. К. Маркса, 24), установлена мемориальная доска.

## Творчество
- «В зимнюю стужу» — вышла в 1929 году. Автор описывает непростую судьбу двух мальчиков-сирот, убежавших от кабалы кулака в город. В этом произведении отражена тяжелая борьба власти с детской беспризорностью.
- «Ошибка» — вышла в 1931 году. В этом произведении рассказывается о комсомольцах двадцатых годов. Одним из героев книги был сам автор.
- «Пăва çулĕ çинче» (1954), переведённая на русский язык М. Никитиным («На Буинском тракте», 1954) и Виктором Шкловским («У нас на Буле», 1956). В повести раскрывается жизнь чувашского народа перед революцией на примере жизни жителей деревни в Буинском уезде близ села Батырево. Эта книга была переведена на многие языки, в том числе на украинский, молдавский, грузинский, белорусский, марийский, татарский, удмуртский, литовский, болгарский.
- «До войны, на войне, после войны» — состоит из четырёх повестей: «Взмах крыла», «На дорогах фронтовых», «Не ради денег», «Течёт Волга».
- «Фундамент» (1965) — роман, в котором он поднимает тему формирования рабочего класса и технической интеллигенции в Чувашии.